# Чарлс С. Дътън
Чарлс С. Дътън (на английски: Charles S. Dutton) е американски театрален и филмов актьор и режисьор, носител на три награди „Еми“ и номиниран за „Златен глобус“ и „Сатурн“.

## Биография
Дътън е познат още като бивш затворник, излежал присъда за нанесен фатален побой над мъж в уличен бой.
Притежава ферма в Еликот Сити, САЩ, и е бивш съпруг на актрисата Деби Морган.

## Кариера
Участва в няколко продукции на Бродуей през 1984 г., а през 1988 г. играе убиец в телевизионния сериал „The Murder of Mary Phagan“, в който си партнира с Джак Лемън и Кевин Спейси.
През 1993 г. играе във филма на Дейвид Финчър „Пришълецът 3“. Участва в много сериали на Телевизия Фокс.
През 2003 г. играе ролята на шерифа в телевизионния филм „Снайперист в Ди Си: 23 дни на терор“, създаден по действителен случай за снайпериста, убил няколко души по бензиностанции във Вашингтон.